# Tomasi (cognome)
Tomasi è un cognome di lingua italiana.

## Varianti
Bartolomasi, Fomei, Fumai, Fumani, Fumei, Fumelli, Fumeo, Fumi, Fumian, Fumiani, Fumich, Fumis, Fumo, Fumolo, De Tomasi, De Tomaso, De Tommasi, De Tommaso, Di Tomasi, Di Tomaso, Di Tommasi, Di Tommaso, Ditommaso, Tomasella, Tomaselli, Tomasello, Tomasetti, Tomasin, Tomasini, Tomasino, Tomasone, Tomasoni, Tomassetti, Tomassi, Tomassini, Tomasso, Tomassone, Tomassoni, Tomè, Tomea, Tomei, Tomeo, Tomizza, Tommasella, Tommaselli, Tommasello, Tommaseo, Tommasetti, Tommasetto, Tommasi, Tommasin, Tommasini, Tommasino, Tommaso, Tommasone, Tommasoni, Tommassini, Tommassone, Tommassoni, Tommè, Tommei.

## Origine e diffusione
Cognome tipicamente settentrionale, è presente prevalentemente nel trentino, ma con presenze anche nel cagliaritano, in Salento e in Sicilia meridionale.
Potrebbe derivare dal prenome Tommaso.
In Italia conta circa 2888 presenze.
La variante Tommasi è settentrionale, con ceppi anche in Toscana e in Puglia; Tommaso è panitaliano; Tommasini è del Triveneto e di Bologna; Tommasin è padovano e veneziano; Tomasini è tipico del nord Italia centro-orientale; Tomasino compare a Udine, Bari, Salerno e Palermo; Tommasino è latinense e salernitano; Tommassini è grossetano; Tomasella è trevigiano e pordenonese; Tomaselli è panitaliano; Tomasetti compare nella provincia di Pesaro e Urbino; Tommasella è veneziano; Tommaselli è napoletano e beneventano; Tomasello è siciliano; Tommaseo è trevigiano e veneziano; Tomassini è marchigiano, umbro e laziale; Tomasoni è lombardo, novarese e trentino; Tommasoni è veronese; Tomassoni è marchigiano, umbro, laziale e abruzzese; Tomassone compare in Molise e a Bussoleno nel torinese; Tomasone e Tommasone compaiono a Foggia, Campobasso, Caserta, Avellino e Napoli; Di Tommaso compare in tutto il sud; Ditommaso è foggiano e potentino; De Tomasi è tipico del vicentino e della zona tra Samarate, Busto Arsizio, Gallarate e Milano; De Tomaso è barese; De Tommasi è pugliese; De Tommaso compare a Bari, Brindisi, Napoli, Cosenza e Messina; Di Tomasi, Tommassone e Tommassoni sono dovuti ad errori di trascrizione; Tommasello è rarissimo.